# Bobigny
Bobigny is een gemeente in het Franse departement Seine-Saint-Denis (regio Île-de-France). De gemeente is een voorstad van Parijs, en is de prefectuur van het departement en van het arrondissement Bobigny. Bobigny telde op 1 januari 2022 55.270 inwoners, die Balbynien(ne)s worden genoemd.

## Geschiedenis
De plaats werd al bewoond voor onze jaartelling. In 1992 werd een grote necropolis uit de 3e eeuw v.Chr. ontdekt op het grondgebied van de gemeente.
Bobigny werd al genoemd in een testament uit de 6e of 7e eeuw. Toch was Bobigny in de middeleeuwen maar een klein dorp rond een mottekasteel en een kerk. De bevolking leefde voornamelijk van de graanteelt. In de 17e en 18e eeuw verarmde de boerenbevolking. Ze ging gebukt onder stijgende belastingen en de landbouwgronden kwamen meer en meer in handen van rijke stedelingen, de adel of religieuze instellingen. In 1783 gold dit voor 78% van de gronden in Bobigny. In 1787 werd Bobigny een gemeente.

### 19e eeuw

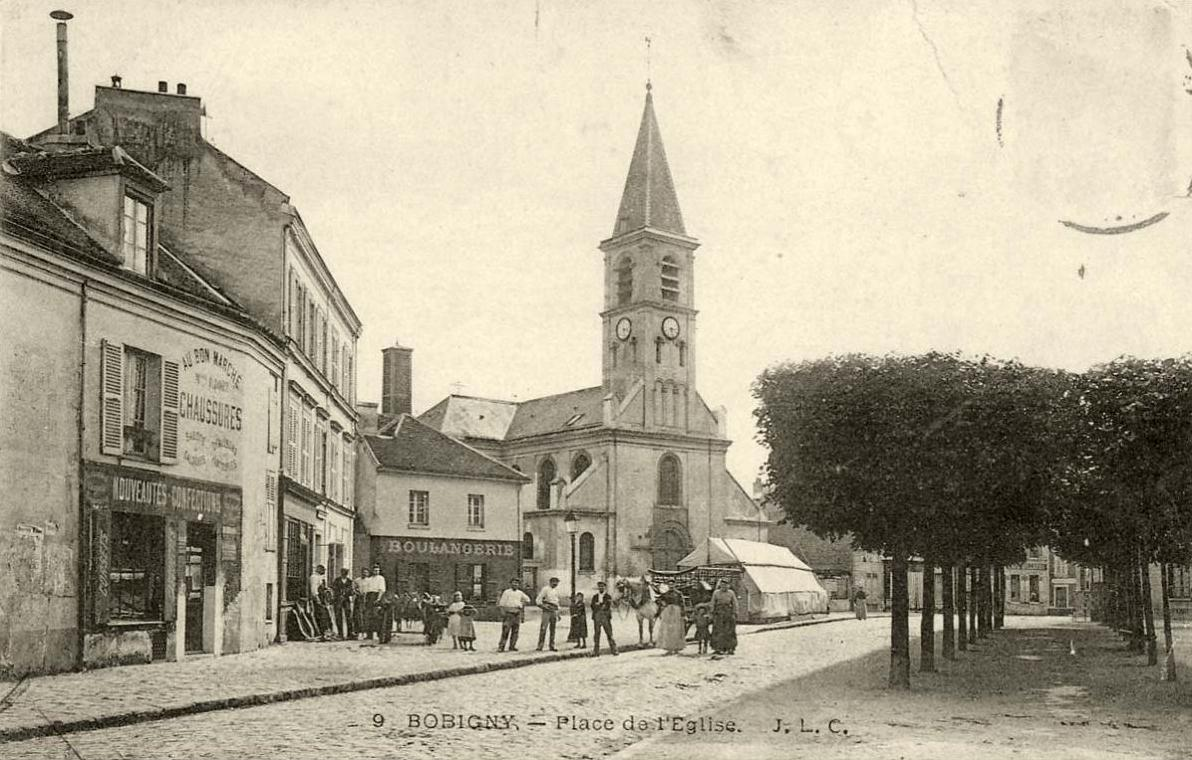
Place de l'Église met de voormalige kerk Saint-André (rond 1900)

Aan het begin van de 19e eeuw werd het Canal de l'Ourcq gegraven. In de tweede helft van de eeuw maakte de graanteelt plaats voor tuinbouw. Tuinbouwers uit de rand van Parijs zagen hun landbouwgrond verloren gaan bij de verstedelijking en weken uit naar Bobigny. De groenten van Bobigny waren bestemd voor de markt van Parijs. De gemeente werd grotendeels verwoest tijdens de Frans-Duitse Oorlog (1870-1871). Franse troepen die de verdediging van Parijs voorbereidden, sloopten de meeste huizen en de bevolking vluchtte. Daarna volgde een bezetting door Pruisische troepen. Na de oorlog was de kerk een bouwval en stonden nog maar vier huizen overeind. Maar een deel van oorspronkelijke bevolking keerde terug. Er kwamen inwijkelingen uit andere gemeenten rond Parijs, maar ook uit de rest van Frankrijk en uit de Elzas. In 1884 verloor de gemeente 34 ha aan buurgemeente Pantin voor de aanleg van de begraafplaats van Pantin, de nieuwe begraafplaats van Parijs.

### 20e eeuw
In 1882 werd een eerste treinhalte geopend in de gemeente en in 1902 kwam er ook een tramverbinding met Parijs. Door deze betere verbindingen met Parijs begon de verstedelijking van Bobigny. Er kwam ook industrie. De bevolking groeide exponentieel en de nieuwe inwoners, veelal arbeiders, stemden links. In 1919 kreeg Bobigny met Jean-Marie Clamamus een communistische burgemeester. Hij bleef burgemeester tot 1944. Ook na de oorlog behield Bobigny een communistisch gemeentebestuur. Tijdens de Tweede Wereldoorlog, vanaf 1943, vertrokken er vanuit het station van Bobigny treinkonvooien naar de concentratiekampen in het oosten.
Door de babyboom maar vooral door inwijking had Bobigny een bevolking die meer dan verdubbelde in de vijftien jaar na de oorlog. Voor de groeiende bevolking werd massaal gebouwd en vanaf 1954 verrezen hoogbouwwijken als L'Abreuvoir, L'Étoile (cité Emmaüs) en Le Pont-de-Pierre. In de jaren 1960 werden de plannen voor nieuwbouw in het oude dorpscentrum gerealiseerd. Tegelijk kreeg Bobigny de nieuwe status van prefectuur, na de opricht van het departement Seine-Saint-Denis (1962).
Begin jaren 1970 kwam Bobigny in het nieuws naar aanleiding van een strafproces tegen een minderjarig meisje dat een (toen illegale) abortus had ondergaan na een verkrachting. Het procès de Bobigny was een eerste stap naar de decriminalisering van abortus in Frankrijk, die leidde tot de wet-Veil in 1975.

### 21e eeuw
In 2021 werd begonnen met de heraanleg van het moderne centrum van de gemeente. Een oud winkelcentrum werd afgebroken om plaats te maken voor meer traditionele winkelstraten en een voetgangerszone.

## Geografie
De oppervlakte van Bobigny bedroeg op 1 januari 2022 6,77 vierkante kilometer; de bevolkingsdichtheid was toen 8.164 inwoners per km².
De onderstaande kaart toont de ligging van Bobigny met de belangrijkste infrastructuur en aangrenzende gemeenten.

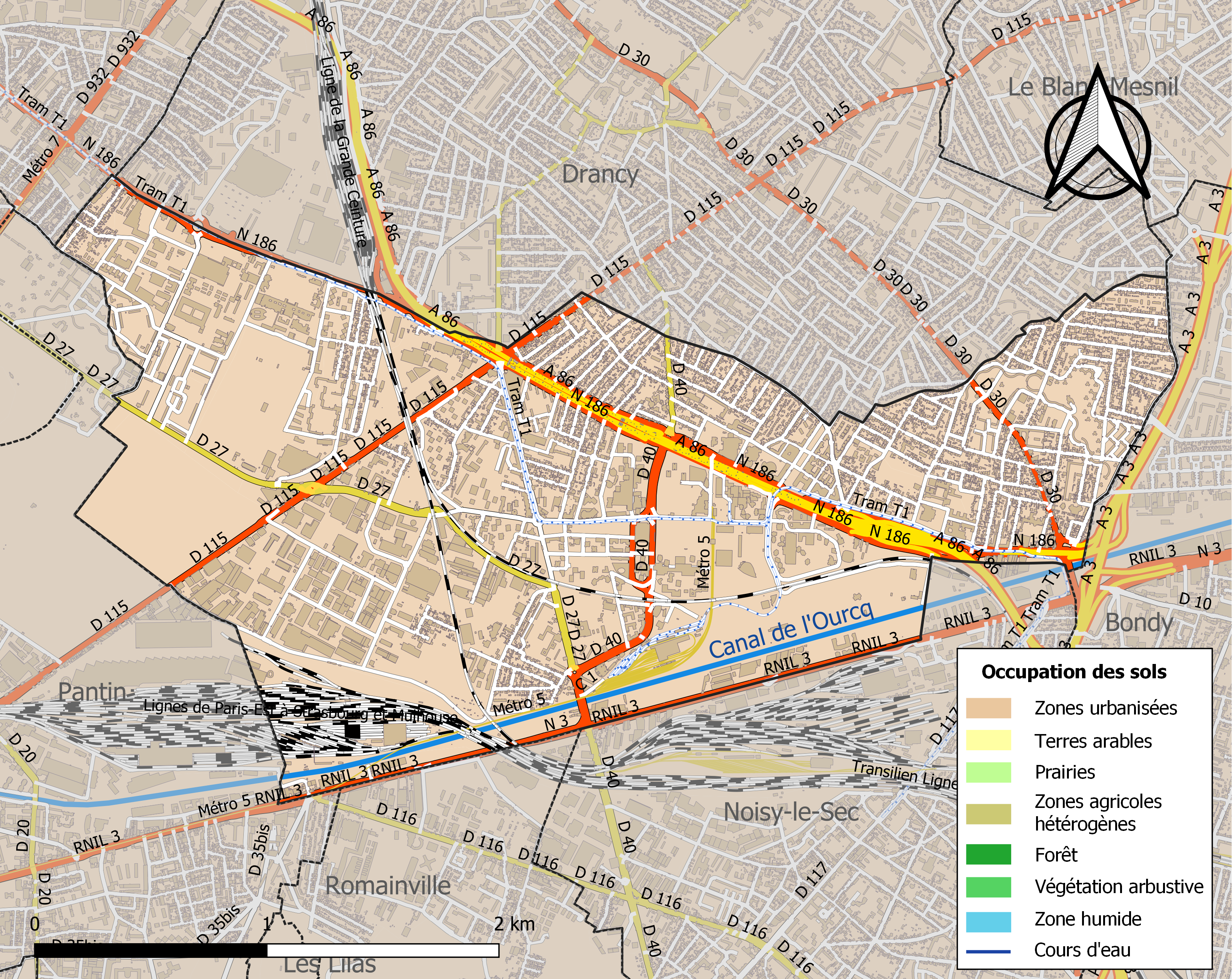

## Verkeer en vervoer
In de gemeente ligt spoorwegstation Bobigny, alsook de metrostations Bobigny - Pablo Picasso en (op de grens met buurgemeente Pantin) Bobigny - Pantin - Raymond Queneau. Bobigny wordt ook aangedaan door tramlijn T1.
Bobigny wordt doorsneden door de A86 en de RN 3.

## Demografie

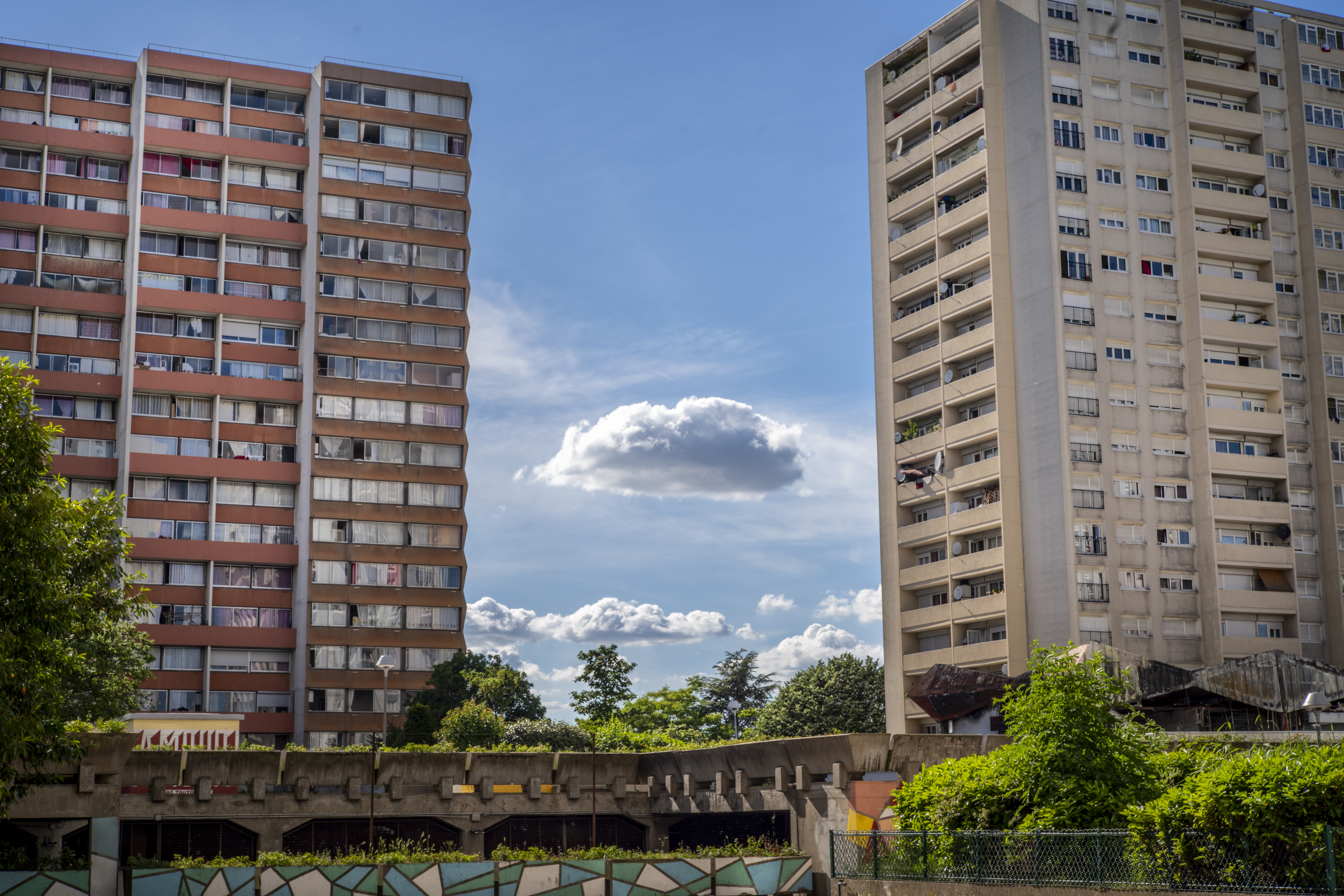
Hoogbouw

Bobigny is een typische voorstad (banlieue) van Parijs, gekenmerkt door een vrij hoge werkloosheid (meer dan 20% van de beroepsbevolking).
In 1790 telde de gemeente ongeveer 200 inwoners. De bevolkingsgroei van de tweede helft van de 19e eeuw was vooral een gevolg van inwijking uit andere delen van Frankrijk. In 1896 was 70% van de bevolking buiten Bobigny geboren. In 1901 telde de gemeente 1.937 inwoners. In 1931 waren dit er al meer dan 17.000. En tussen 1946 en 1962 verdubbelden de bevolkingscijfers nog eens. Onderstaande figuur toont het verloop van het inwonertal (bron: INSEE-tellingen).

## Architectuur
De gemeente telt enkele opvallende gebouwen uit de 20e eeuw.

### Interbellum
L'Illustration werd gebouwd in de jaren 1930 als zetel van de gelijknamige krant. De 60 meter hoge, bakstenen toren deed dienst als watertoren voor het drukproces. Anno 2024 wordt het gebouw gebruikt door de Université Paris 13. Het Hôpital Avicenne werd ook gebouwd tijdens het interbellum. Het was aanvankelijk bedoeld als ziekenhuis voor Noord-Afrikaanse immigranten en dit wordt weerspiegeld in de architectuur met Moorse en koloniale invloeden. De islamitische begraafplaats werd geopend in 1934 en was de eerste in Frankrijk zelf.

### Naoorlogse architectuur
De Bourse du Travail is een ontwerp van de Brazilaanse architect Oscar Niemeyer en valt op door zijn gebogen lijnen. Het gebouw van de prefectuur werd geopend in 1971 en werd ontworpen door Michel Folliasson. Het gebouw is piramidaal opgebouwd en heeft een hoogte van 34 meter. Het gemeentehuis werd geopend in 1974 en is een ontwerp van de architecten Marius Depont en Michel Holley. Het is een driehoekig gebouw van zeven verdiepingen. De kerk Saint-André werd geopend in 1980 en werd ontworpen door Marius Depont.

### Afbeeldingen

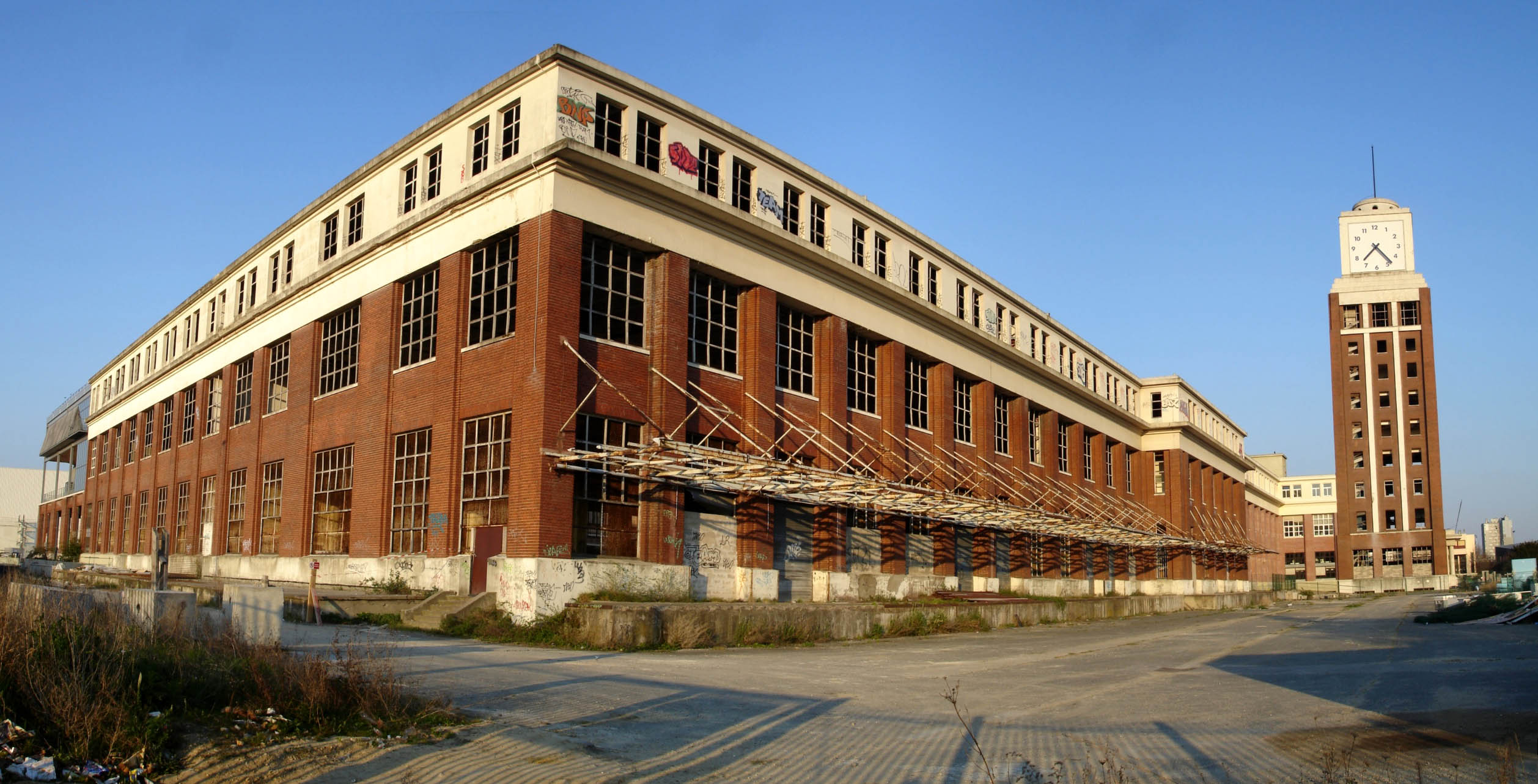
L'Illustration
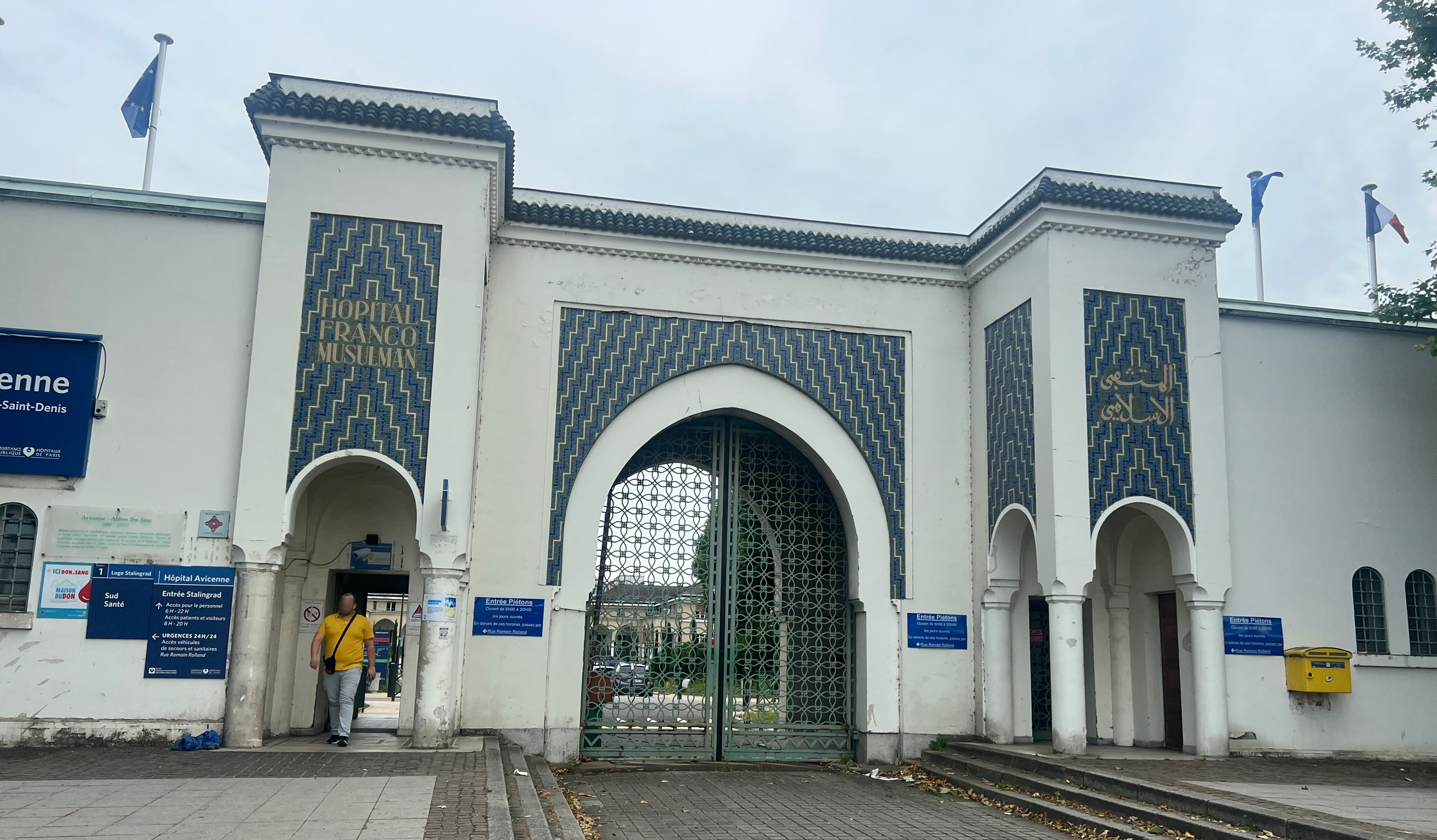
Hôpital Avicenne
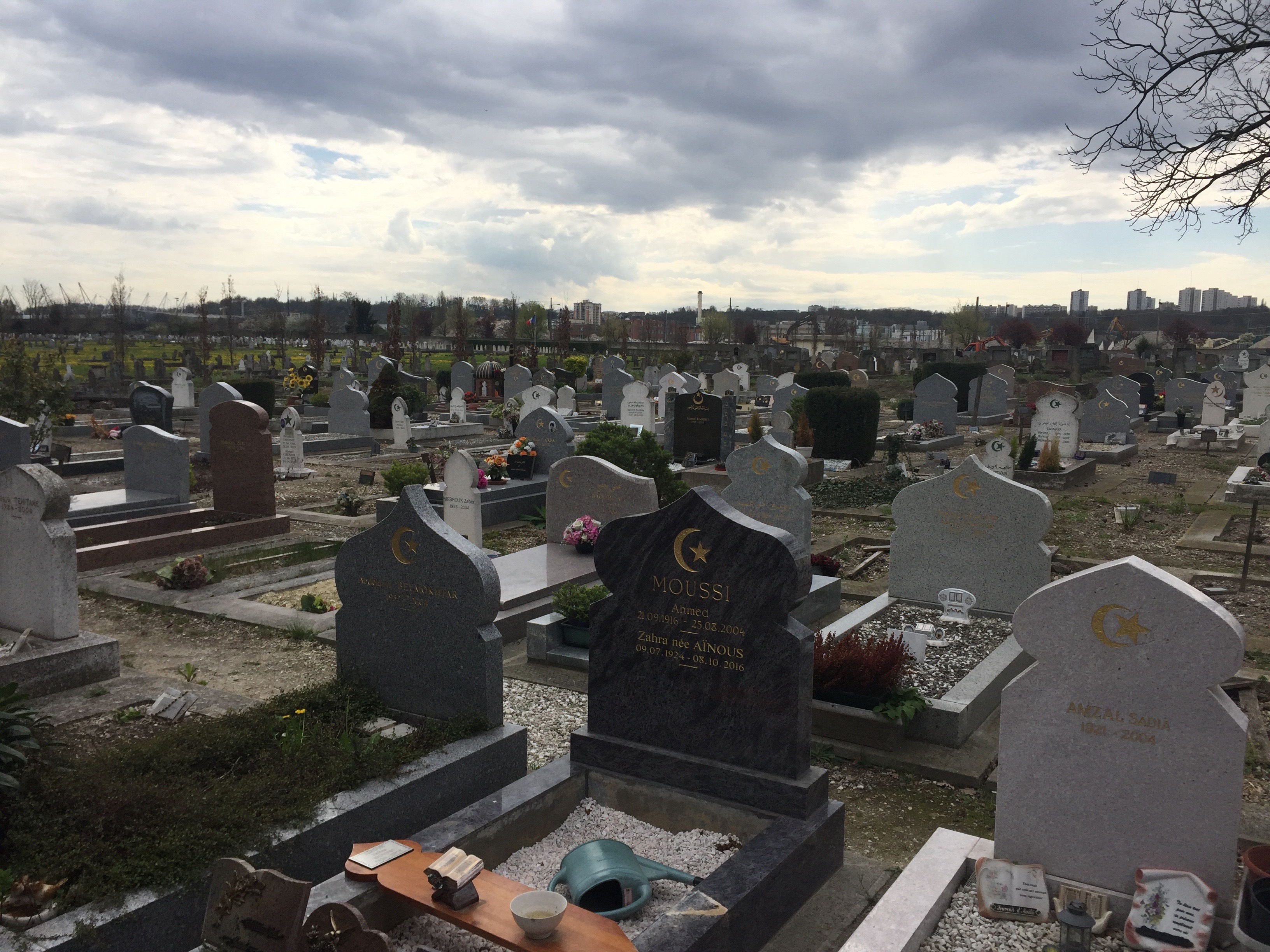
Islamitische begraafplaats
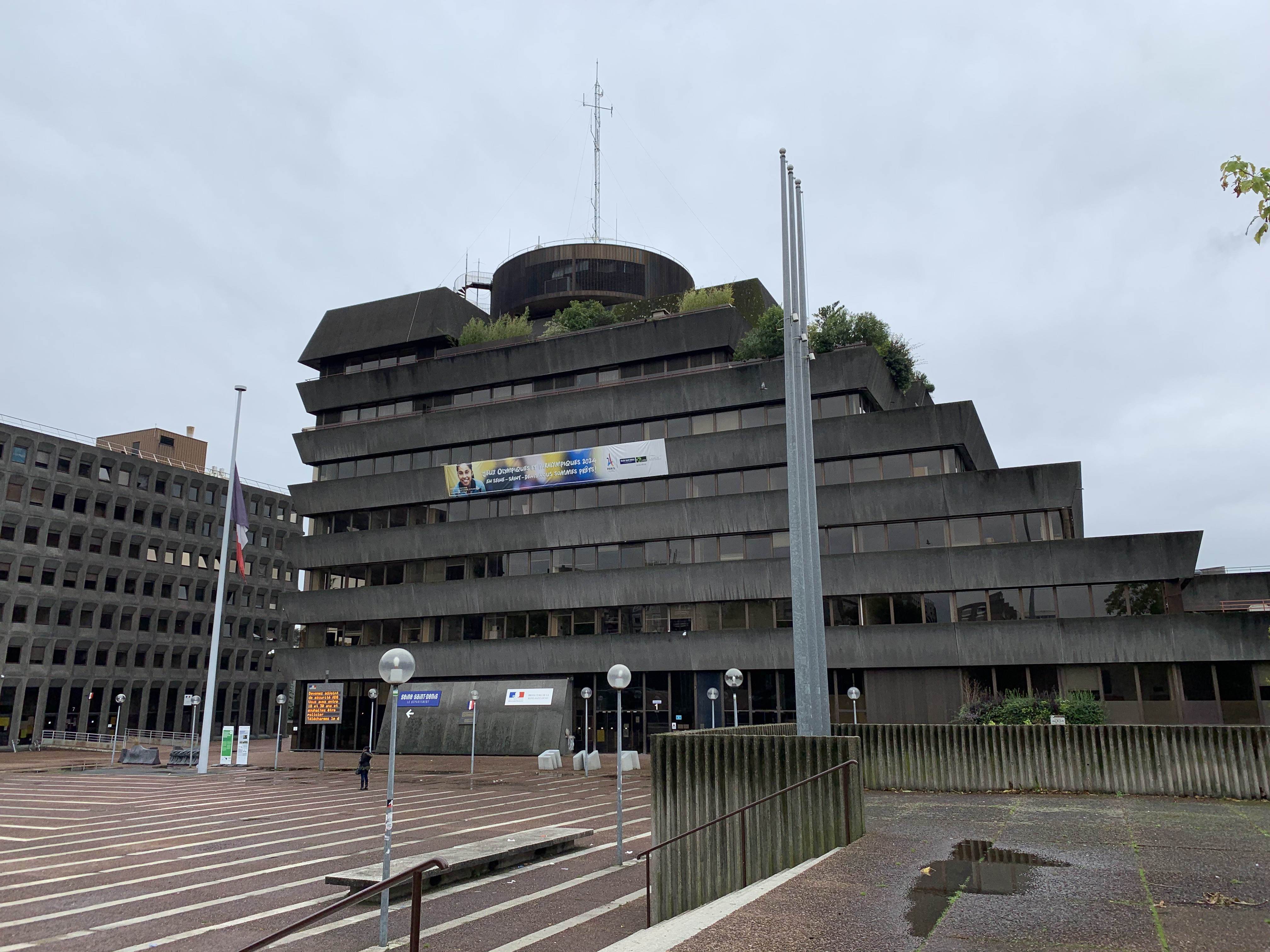
Prefectuur
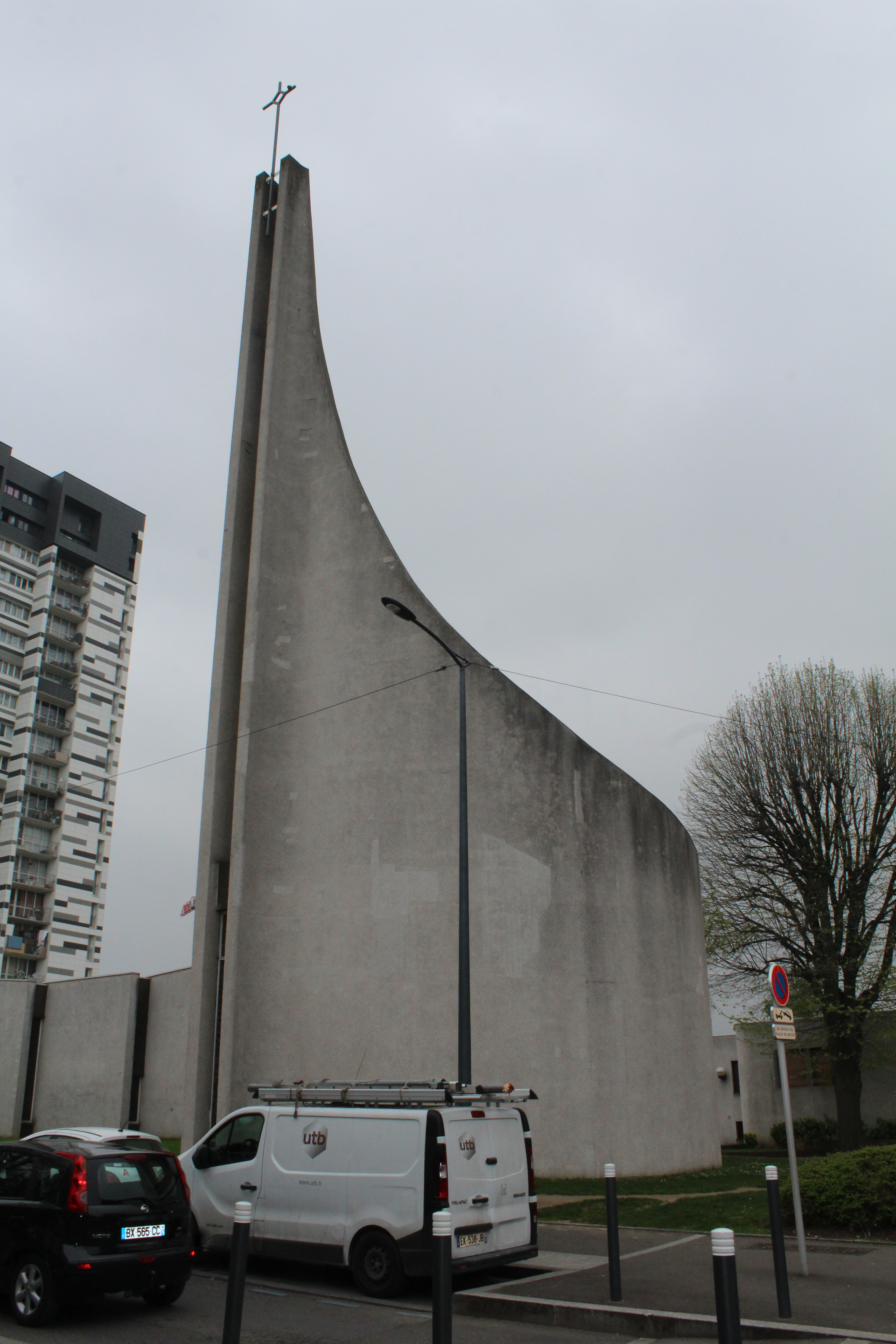
Kerk Saint-André

## Bekende inwoners van Bobigny

### Geboren
- Charles Itandje (1982), voetballer
- Habib Bellaïd (1986), Algerijns-Frans voetballer

### Overleden
- Jacques Brel (1929-1978), Belgisch zanger, componist en tekstschrijver
- Marcel Moreau (1933-2020), Belgisch schrijver